# Хуан Антоніо Байона
Хуан Антоніо Гарсія Байона (ісп. Juan Antonio García Bayona; нар. 9 травня 1975, Барселона, Іспанія) — іспанський кінорежисер, більш відомий як Juan Antonio Bayona або J. A. Bayona. Зняв фільм жахів 2007 року «Притулок», драму 2012 року «Неможливе» та фантастичну драму 2016 року «Голос монстра». У 2018 році зняв науково-фантастичний пригодницький фільм «Світ Юрського періоду 2», п'яту частину серії фільмів «Парк Юрського періоду». Його останнім фільмом є «Снігова спільнота», який став іспанською заявкою на найкращий міжнародний повнометражний фільм на 96-й церемонії вручення премії «Оскар». Він також знімав телевізійну рекламу та музичні кліпи. Він зняв перші два епізоди телесеріалу «Володар перснів: Персні влади».

## Раннє життя
Байона народилася в Барселоні, Іспанія. Першим фільмом, який він коли-небудь побачив, був «Супермен» Річарда Доннера (1978), який надихнув його стати режисером. Він навчався у Вищій школі кіно і аудіовізуальних мистецтв Каталонії (ESCAC, Escuela Superior de Cine y Audiovisuales de Cataluña). У віці 19 років він познайомився з мексиканським режисером Ґільєрмо дель Торо на кінофестивалі в Сіджесі, де той представляв фільм «Хронос» (1993), і Байона визнав його наставником. Після їхньої першої розмови дель Торо пообіцяв допомогти Байоні в майбутньому, якщо він коли-небудь матиме змогу це зробити.

## Кар'єра

### 1990-ті
Після закінчення ESCAC Байона почав свою кар'єру з реклами та музичних кліпів. У віці 20 років він підписав свій перший контракт як аудіовізуальний продюсер для іспанської групи OBK. Після трьох років роботи з ними він отримав нагороду Premios Ondas за музичне відео «Tú sigue así». Відтоді він став головним режисером групи Camela, і йому було доручено зняти клип на пісню «Cómo repartimos los amigos», у якому дует Ella Baila Sola прощався зі своєю аудиторією.
Він також став режисером музичних відео для Пастори Солер («En mi soledad»), Fangoria, Нени Даконте («El Aleph»), Енріке Банбері та Мірени Іза («Frente a frente»), у яких співачка Жанетт з'являється наприкінці відео. У 2012 році створив кліп на пісню «Disconnected» британського гурту Keane.
У 1999 році він зняв короткометражний фільм «Мої канікули», а у 2002 році — «Людина-губка».

### 2000-ті
У 2004 році Байона познайомився з письменником Серхіо Санчесом, який працював над короткометражкою «7337». Санчес запропонував Байоні сценарій фільму «Притулок». Щоб створити фільм, який він хотів, Байоні довелося подвоїти як бюджет фільму, так і його тривалість. Йому допомагав Гільєрмо дель Торо, який запропонував його спродюсувати. Прем'єра фільму «Притулок» відбулася 20 травня 2007 року на Каннському міжнародному кінофестивалі, де він отримав понад десять хвилин овації. Через кілька місяців, 11 жовтня 2007 року, відбулася прем'єра в іспанських кінотеатрах, фільм зібрав 8,3 мільйона доларів.
Байона був нагороджений премією «Гоя» як найкращий новий режисер 2008 року. Загалом, фільм був номінований на 14 категорій «Гоя» та виграв сім.
Байона був одним із багатьох кандидатів на режисерське крісло фільму «Сутінки. Сага: Затемнення», але не зацікавився проєктом.

### 2010-ті
У серпні 2010 року Байона почав знімати фільм «Неможливе», заснований на досвіді іспанської сім'ї, яка пережила землетрус в Індійському океані 2004 року. Фільм, знятий англійською мовою з Юеном Мак-Грегором і Наомі Воттс у головних ролях, вийшов на екрани 11 жовтня 2012 року, отримавши позитивну реакцію критиків. За перші вихідні він зібрав 8,6 мільйона доларів, побивши рекорд найкращого відкриття в історії іспанського прокату. «Неможливе» був номінований на премії «Оскар» і «Золотий глобус» у категорії «Найкраща жіноча роль» за роль Наомі Воттс. Фільм також був номінований у 14 категоріях на премію «Гоя», включаючи найкращий фільм, найкращу режисуру, найкращу жіночу роль, найкращу чоловічу роль другого плану та найкращу чоловічу роль (Том Голланд), з яких він отримав п'ять нагород. У 2013 році «Неможливе» отримав Національну кінопремію в рамках 61-го Міжнародного фестивалю в Сан-Себастьяні.
У березні 2012 року Байона зняв кліп «Disconnected», другий сингл з альбому «Strangeland» британського гурту Keane. Гурт заявив, що захоплюється кінороботами Байони, а Байона сказав, що стежить за музикою Keane. 11 вересня 2016 року Кін випустив кліп на ексклюзивну нову пісню «Tear Up This Town», написану та записану для фентезійної драми «Голос монстра» режисера Байони. Сингл був доступний для цифрового завантаження 23 вересня 2016 року.
Байона була відповідальним за режисуру перших двох епізодів серіалу «Бульварні жахіття», створеної Джоном Логаном і спочатку випущеної на Showtime. Серіал, знятий у Дубліні, розповідає про групу, що складається з багатої людини, медіума, стрілка та молодого лікаря, які шукають зниклу доньку багатія. Для цього вони повинні впоратися з дивними істотами та літературними персонажами вікторіанської епохи, такими як Франкенштейн, Дракула та Доріан Грей. За словами Байони, серіал має багато від свого творця.
У 2014 році Байона розпочав зйомки фільму «Голос монстра», екранізації роману Патріка Несса, у якому знялися Льюїс Макдугалл, Фелісіті Джонс і Ліам Нісон. Фільм, який вийшов на екрани у 2016 році, розповідає про молодого хлопця (Макдугалл), який піклується про свою матір (Джонс), хвору на рак, і при цьому дружить з монстром (Нісон). Цим фільмом Байона завершив свою особисту трилогію про стосунки матері та дитини.

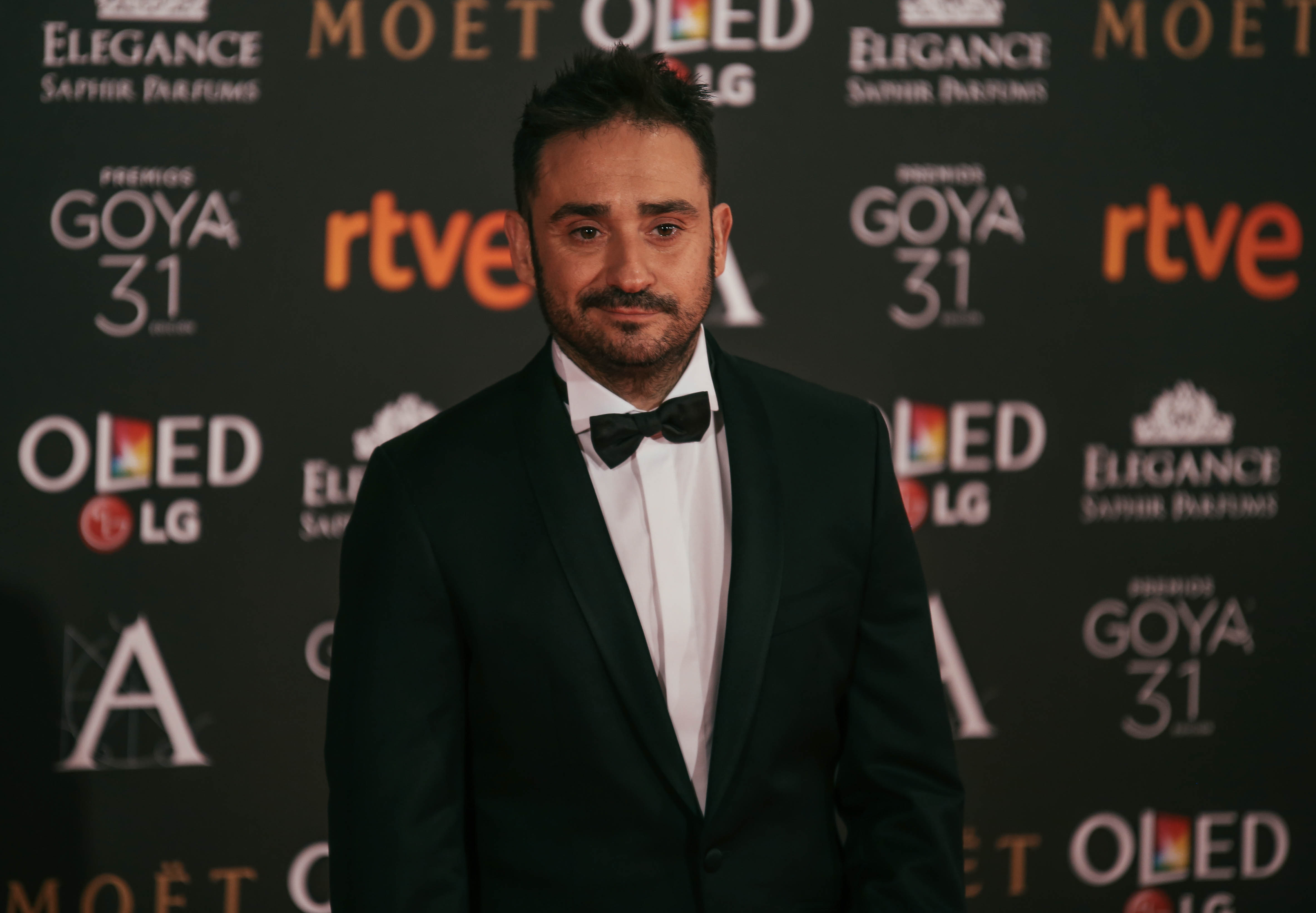
Байона на 31-й церемонії вручення премії Goya Awards у 2017 році

У 2018 році Байона зняв наступний науково-фантастичний сиквел «Світ Юрського періоду 2». Фільм отримав змішані відгуки критиків, але режисура Байони отримала похвалу. Він також мав великий комерційний успіх, ставши третім найкасовішим фільмом 2018 року та 12-м найкасовішим фільмом усіх часів.
Байона зняв перші два епізоди відеосеріалу Amazon Prime Video «Володар перснів: Персні влади», зйомки якого відбулися в Новій Зеландії 3 лютого 2020 року, а прем'єра — 2 вересня 2022 року.
У листопаді 2021 року було оголошено, що Байона зніме для Netflix драму-катастрофу «Снігова спільнота», засновану на реальній історії рейсу 571 повітряних сил Уругваю, який розбився в Андах у жовтні 1972 року. Фільм вийшов наприкінці 2023 року, 4 січня 2024 — на Netflix.

### Майбутні проєкти
Ще в жовтні 2008 року Variety оголосила, що компанія Universal Studios підписала контракт з Байоною, який адаптує роман-трилер британського письменника Девіда Муді «Ненависник» про епідемію насильства, спричиненого звичайними людьми. Сценарист фільму — Глен Маззара, а продюсери — Гільєрмо дель Торо та Марк Джонсон.
У листопаді 2022 року на Фестивалі європейського кіно в Севільї Байона оголосив, що працює разом з Агустіном Діасом Янесом над екранізацією книги Мануеля Чавеса Ногалеса «Огнем і мечем» (ісп. A sangre y fuego).

## Фільмографія

### Кінофільми
| Рік  | Назва                   | Оригінальна назва              | Режисер | Сценарист | Продюсер |
| ---- | ----------------------- | ------------------------------ | ------- | --------- | -------- |
| 2007 | Притулок                | The Orphanage                  | Так     | Ні        | Ні       |
| 2012 | Неможливе               | The Impossible                 | Так     | Ні        | Ні       |
| 2016 | Голос монстра           | A Monster Calls                | Так     | Ні        | Ні       |
| 2018 | Світ Юрського періоду 2 | Jurassic World: Fallen Kingdom | Так     | Ні        | Ні       |
| 2023 | Снігова спільнота       | La sociedad de la nieve        | Так     | Так       | Так      |

### Виконавчий продюсер
- 2017 — Оселя тіней (ісп. El secreto de Marrowbone)
- 2018 — Я ненавиджу Нью-Йорк (англ. I Hate New York), документальний

### Короткометражні фільми
| Рік  | Назва                 | Оригінальна назва  | Режисер | Сценарист | Виконавчий продюсер | Примітки       |
| ---- | --------------------- | ------------------ | ------- | --------- | ------------------- | -------------- |
| 1999 | Мої свята             | Mis vacaciones     | Так     | Так       | Ні                  |                |
| 2003 | Людина-губка          | El hombre Esponja  | Так     | Так       | Так                 |                |
| 2008 | Ганьба в 3D           | La Desgracia en 3D | Так     | Так       | Ні                  |                |
| 2015 | Дев'ять днів на Гаїті | 9 días en Haití    | Так     | Так       | Ні                  | документальний |
| 2015 | Не забирай мене       | No me quites       | Ні      | Ні        | Так                 |                |

### Телебачення
| Рік  | Назва                         | Оригінальна назва                         | Режисер   | Виконавчий продюсер | Епізоди                          |
| ---- | ----------------------------- | ----------------------------------------- | --------- | ------------------- | -------------------------------- |
| 2014 | Бульварні жахіття             | Penny Dreadful                            | 2 епізоди | Ні                  | «Night Work», «Séance»           |
| 2022 | Володар перснів: Персні влади | The Lord of the Rings: The Rings of Power | 2 епізоди | Так                 | «A Shadow of the Past», «Adrift» |

## Нагороди та номінації
| Рік  | Робота        | Нагорода                                                  | Категорія                      | Результат |
| ---- | ------------- | --------------------------------------------------------- | ------------------------------ | --------- |
| 2008 | Притулок      | Премія Гоя                                                | Найкращий новий режисер        | Перемога  |
| 2012 | Неможливе     | Премія Спілки кінокритиків Детройта                       | Найкращий режисер              | Номінація |
| 2013 | Неможливе     | Премія Гоя                                                | Найкращий режисер              | Перемога  |
| 2013 | Неможливе     | Премія Гауді                                              | Найкращий режисер              | Перемога  |
| 2013 | Неможливе     | Премія Голлівудського міжнародного кінофестивалю на Капрі | Найкращий режисер              | Перемога  |
| 2013 | Неможливе     | Премія Голлівудського міжнародного кінофестивалю на Капрі | Найкращий європейський режисер | Перемога  |
| 2013 | Неможливе     | Премія Спілки кіносценаристів (Іспанія)                   | Найкращий режисер              | Номінація |
| 2016 | Голос монстра | Премія Гоя                                                | Найкращий режисер              | Перемога  |
| 2017 | Голос монстра | Премія Гауді                                              | Найкращий режисер              | Перемога  |
| 2017 | Голос монстра | Премія Фероз                                              | Найкращий режисер              | Номінація |